# Новое время (Венесуэла)
«Новое время» (исп. Un Nuevo Tiempo, UNT) — левоцентристская социал-демократическая партия Венесуэлы, основанная в 1999 года как региональная партия в штате Сулия. С 2006 года имеет статус общенациональной организации. Одна из ведущих венесуэльских партий, часть оппозиционной коалиции «Круглый стол демократического единства». Входит в Социалистический интернационал с февраля 2013 года на правах консультативного члена.
Лозунг — «Это социал-демократия. Это хорошее правительство» (исп. Es democracia social. El buen Gobierno).

## Идеология
Партия «Новое время» позиционируется как социал-демократическая, прогрессивная и левая демократическая.
«Новое время» выступает за верховенство закона, представительную демократию и демократию участия, которые по её мнению дополняют друг друга, плюрализм и толерантность, права человека, в том числе за свободу ассоциаций и защиту трудовых прав работников и общественную безопасность.
В экономике партия придерживается линии на создание «социальной рыночной экономики» и против национализации и контроля за ценами, одновременно отвергая неолиберальную модель, за сокращение неформальной занятости, реиндустриализацию и диверсификацию. «Новое время» предлагает создать систему защиты для инвестиций, как отечественных, так и иностранных, а также создать юридические гарантии для частного сектора, поощрять и содействовать развитию малого и среднего предпринимательства, в том числе с целью обеспечить массовую занятость для сокращения бедности. Партия выступает за создание фонда диверсификации экономики за счёт доходов от добычи нефти и активное участие государства в жилищном строительстве.

## История
Партия «Новое время» возникла в 1999 году как региональная партия штата Сулия, самого густонаселённого в Венесуэле, и традиционно пользуется в родном для себя штате наибольшей поддержкой. Основателями новой партии стала группа бывших членов социал-демократической партии Демократическое действие во главе с Мануэлем Росалесом (на тот момент — мэром крупнейшего города штата Маракайбо). На первых же для себя выборах — региональных 2000 года — «Новое время» одержало победы на выборах губернатора штата Сулия и выборах мэров в 6 муниципалитетах.
Позднее «Новое время» присоединилось к оппозиционной коалиции политических партий, общественных объединений и неправительственных организаций «Демократический координатор» (Coordinadora Democrática), распущенной после поражения оппозиции на референдуме 2004 года.
В 2004 году партия вновь победила на выборах в штате Сулия, добившись переизбрания Росалеса на пост губернатора, но из кандидатов «Нового времени» в мэры лишь одному удалось победить. Всего за партию проголосовали 4,69 % избирателей Венесуэлы.
Парламентские выборы 2005 года «Новое время», как и другие крупнейшие партии античавистской оппозиции, бойкотировало.

Ведущие оппозиционные партии на президентских выборах 2006 года по штатам

В середине 2006 года «Новое время» расширило географию своей деятельности, преобразовавшись в национальную партию. Одновременно Мануэль Росалес выдвинул свою кандидатуру на пост президента Венесуэлы. Его конкурентами внутри оппозиции были Хулио Борхес («За справедливость»), независимый кандидат Теодоро Петкофф (в прошлом основатель и лидер Движения к социализму), бывший губернатор штата Тачира Серхио Кальдерон Омар (КОПЕЙ), журналист Уильям Охеда (партия «Единый народ»), Сесилия Соса (президент Верховного суда в 1996—2000 годах; поддержана Республиканской федеральной партией), независимый политик Энрике Техера Парис (в прошлом губернатор штата Сукре, сенатор и министр иностранных дел), Висенте Брито (бывший президент Федерации торгово-производственных палат и ассоциаций Венесуэлы; поддержан Республиканским движением) и Фройлин Барриос (бывший президент Конфедерации трудящихся Венесуэлы). В итоге Росалесу удалось убедить соперников и стать единым кандидатом античавистской оппозиции. Получив 36,90 % голосов, Росалес проиграл действующему президенту Уго Чавесу.
Для участия в президентских выборах 3 декабря 2006 года стало национальная партия поддерживает то губернатор Сулия, Росалес Мануэль, и позиционируется как первый оппозиционной партии и второй наибольшее количество голосов в стране, чтобы получить 1 555 362 голосов (13,37 %), первый оппонент (несмотря на то, в три раза бюллетеней) для левой правящей партии Движения V Республики, которая получила 4 845 480 голосов (41,66 %).
В начале 2007 года к «Новому времени» присоединились большинство лидеров и членов партий «Демократический полюс» (Polo Democrático), «Демократическая левая» (Izquierda Democrática) и «Единый народ» (Un Solo Pueblo). 3 марта 2007 года был сформирован Национальный организационный комитет, в который вошли ряд известных политиков из других партий, в том числе Альфонсо Маркина и Педро Пабло Алькантара (Демократическое действие), Леопольдо Лопес Мендоса, Херардо Блайд, Делса Солорсано и Лилиана Эрнандес («За справедливость»), Хулио Монтойя и Карлос Табланте (Движение к социализму), Энрике Маркес и Илия Матта («Радикальная причина»), Хосе Луис Фариас («Солидарность») и группа независимых политиков, в частности Энрике Очоа Антик, Диего Баутиста Урбанеха и Аристидис Оспедалес, участвовавших в предвыборной кампании Теодоро Петкоффа.
Осенью 2007 года «Новое время» приняло активное участие в борьбе против конституционной реформы, предложенной Чавесом. В результате большинство участников референдума 2 декабря 2007 года отвергли поправки к конституции, что стало первой победой античавистской оппозиции. После этого «Новое время» стала частью оппозиционной коалиции «Национальное единство» (Unidad Nacional), созданной с целью представить единых кандидатов оппозиции на региональных выборах 2008 года. На этих региональных выборах «Новое время» подтвердило свой статус ведущей политической силы штата Сулия, а также Каракаса, муниципалитетов Либертадор, Баруте и Эль-Атильо. Кандидатам партии удалось победить на выборах губернатора Сулии, а также на выборах мэров Баруте, Маракайбо и ещё 6 муниципалитетов.
Основатель и лидер партии Мануэль Росалес, мэр Маракайбо (1995—2000 и 2008—2009) и губернатор штата Сулия (2000—2008), в апреле 2009 года был обвинён властями Венесуэлы в незаконном обогащении и покинул страну, получив политическое убежище в Перу. Оппозиционные силы рассматривают это обвинение как «политическую месть» Уго Чавеса. После вынужденного отъезда в изгнании лидера и основателя партии Мануэля Росалеса, рост популярности и влияния «Нового времени» сменился упадком, во многом вызванный отсутствием единого руководства. Разногласия и споры из-за региональных и идеологических различий привели к уходу ряда лидеров, таких как Хулио Монтойя и Альфонсо Маркина. В 2009 году из партии был исключён Леопольдо Лопес Мендоса, создавший свою организацию, «Народная воля», в которую вслед за ним ушли некоторые низовые руководители и neotempista навесом.
На парламентских выборах 2010 года «Новое время», выступая в составе оппозиционной коалиции «Круглый стол демократического единства», получило 1 143 317 голосов (7,0 %), став четвёртой по количеству голосов партией Венесуэлы и третьей среди оппозиционных сил. В результате партия провела в парламент 16 депутатов, из них 10 были избраны в штате Сулия, который дал партии 72,36 % всех голосов, полученных ею на выборах.
В 2012 году «Новое время» покинули депутаты Национальной ассамблеи Рикардо Санчес, Карлос Варгас и Андрес Альварес, недовольные политикой партии и блока «Круглый стол демократического единства».
На президентских выборах 2012 и 2013 годов «Новое время» поддерживало кандидата оппозиционной коалиции «Круглый стол демократического единства» Энрике Каприлеса Радонски, губернатора штата Миранда и лидера партии «За справедливость».
В феврале 2013 года «Новое время» было принято в Социалистический интернационал на правах консультативного члена.
В 2014 году из «Нового времени» и парламента ушёл депутат Ириам Гавидеа, решивший выйти на пенсию.
В парламентских выборах 2015 года «Новое время» участвовало в составе коалиции «Круглый стол демократического единства», завоевав 18 мест в Национальной ассамблее.
В 2018—2019 годах один из лидеров «Нового времени» Омар Барбоса возглавлял Национальное Собрание Венесуэлы.
Выдвинула кандидатов на пост губернатора в Гайане -Эссекибо на выборах 2025 года.

## Лидеры партии[9]
- Лидер-основатель — Мануэль Росалес
- Исполнительный председатель — Омар Барбоса (с 2006 года)
- Политический секретарь — Лилиана Эрнандес
- Генеральный секретарь — Луис Эмилио Рондон
- Заместитель генерального секретаря: Адальберто Перес
- Директор комитета международной политики — Тимотео Самбрано
- Глава Национального молодёжного руководства — Диего Шарифкер

Пабло Перес Альварес (губернатор штата Сулия), Эвелинг Трехо де Росалес (супруга Мануэля Росалеса и мэр Маракайбо), Энрике Маркес, Йенни де Фрейтас.

## Результаты выборов

Процент голосов за UNT в составе оппозиционной коалиции на региональных выборах 2004 года.
Процент голосов за UNT в составе оппозиционной коалиции на президентских выборах в Венесуэле 2006 года.
Процент голосов за UNT в составе оппозиционной коалиции на региональных выборах 2008 года. В штате Амасонас (серый цвет) партия в выборах не участвовала.
Процент голосов за UNT в составе оппозиционной коалиции на парламентских выборах в Венесуэле в 2010 году.

| Голоса на парламентских выборах |
| ------------------------------- |
|                                 |

| Распределение мест в парламенте |
| ------------------------------- |
|                                 |